# قشلاق حاجی حسن (پارس‌آباد)
روستای  حاجی حسن لو  یک منطقهٔ مسکونی در ایران است که در استان اردبیل واقع شده‌است. براساس سرشماری مرکز آمار ایران در سال ۱۳۹۵، قشلاق حاجی حسن ٣٤٧ نفر جمعیت دارد.این روستا تقریبا در ٢٠ کیلومتری پارس آباد و در کنار جاده اصلی پارس آباد مشگین شهر قرار گرفته است کانال آب مغان از کنار این روستا می گذرد شغل اصلی این روستا دامداری می باشد.